# Euctenurapteryx laeta
Euctenurapteryx laeta là một loài bướm đêm trong họ Geometridae.